# Amphiesma stolatum
La culebra dorso aquillado asiática (Amphiesma stolatum) es una especie de serpiente de la familia Colubridae no venenosa que se encuentra en toda Asia. Es una serpiente típicamente no agresiva que se alimenta de ranas y sapos. Pertenece a la subfamilia Natricinae y está estrechamente relacionada con las serpientes de agua y las serpientes de hierba. Se asemeja a una versión asiática de la culebra americana. Es una serpiente bastante común pero rara vez se ve.

## Anatomia y morfología
Una serpiente pequeña y esbelta, Amphiesma stolatum es generalmente de color marrón oliva a gris. La cabeza y el cuerpo son del mismo color.
El cuerpo de Amphiesma stolatum, de color de ante, es corto, y tiene una cola larga y delgada que tiene casi un cuarto de su longitud. Dos rayas amarillas a lo largo y a los lados de la columna vertebral son la característica distintiva de esta serpiente. Estas rayas son difusas en la cabeza y son especialmente brillantes en la segunda mitad de su cuerpo.
Tiene barras transversales negruzcas irregulares en el cuerpo. Cerca de la cabeza, las barras transversales son prominentes, mientras que en la segunda mitad de la serpiente se vuelven difusas. Los lados de la cabeza son amarillos y la cabeza se estrecha para formar un cuello distintivo. La nuca es roja durante la época de reproducción. La barbilla y las gargantas son blancas o a veces naranjas. Hay marcas verticales negras delante y detrás de los ojos grandes. Los ojos tienen grandes pupilas redondas con motas doradas en el iris. La lengua bifurcada es negra.
La parte inferior es crema pálido y tiene pequeñas manchas negras dispersas a lo largo de ambos márgenes. Tiene escamas quilladas en la superficie dorsal del cuerpo.

## Tamaño
Suele alcanzar de 40 a 50 cm de longitud total. La longitud máxima registrada es de 90 cm. Las hembras son consistentemente más largas que los machos, que rara vez alcanzan los 62 cm de longitud.

### características de identificación

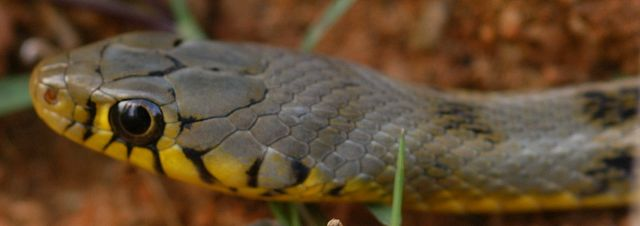
Un primer plano de la cabeza

1. El escudo nasal no toca la segunda escama supralabial (escudo labial superior).
2. El rostral toca un total de 6 escudos. Estos son dos internasales, dos nasales y el primer supralabial en cada lado.
3. Presencia de escudo temporal único.
4. Diecinueve filas de costales que están fuertemente quilladas excepto la fila exterior que es perfectamente lisa.
5. Presencia de rayas.
6. Ventrales 125-161.
7. Escama anal dividida.
8. Subcaudales 50-85.

|  |  |  |